# The Great Old Ones
The Great Old Ones francuski je post-black metal-sastav osnovan 2009. u Bordeauxu. Ime grupe odnosi se na Drevne,  entitete iz Lovecraftove mitologije.

## Povijest

### Početci (2009. – 2012.)
Benjamin Guerry počeo je pisati pjesme 2009., a kad ih je napisao dovoljno za jedan album, potražio je glazbenike s kojima bi ih mogao snimiti. Prvo mu se pridružio Jeff Grimal, a zatim Léo Isnard. Xavier Godart i Sébastien Lalanne grupi su se pridružili preko malih oglasa. U toj su postavi bila dva pjevača (Benjamin i Jeff) i tri gitarista (Xavier, Benjamin i Jeff), što nije uobičajeno za metal-skupine.
Postava je uspostavljena krajem 2010., a debitantski su album, Al Azif, 27. travnja 2012. objavile dvije diskografske kuće: Antithetic Records u Sjedinjenim Državama, koja distribuira album na gramofonskoj ploči i u digipak-inačici, i Les Acteurs De l'Ombre u Europi, koja distribuira standardnu inačicu albuma. Ime albuma odnosi se na autora Necronomicona.

### Tekeli-lii veća popularnost (2012. – 2015.)
Grupa je počela održavati koncerte na manjim mjestima.
Drugi studijski album, Tekeli-li, objavljen je 16. travnja 2014. Pjesme su utemeljene na Lovecraftovoj noveli Planine ludila, čija se radnja zbiva na Antarktici. Samo ime albuma odnosi se na glasanje ptica u knjizi; takvo je glasanje Lovecraft preuzeo iz romana Doživljaji Arthura Gordona Pyma Edgara Allana Poea.
Nakon objave albuma Tekeli-li sastav je nastupio u Italiji i Austriji, ali i na festivalima Motocultor i Hellfest; nastupio je i dvaput kao predgrupa skupini Behemoth.

### EOD: A Tale of Dark LegacyiCosmicism(2015. – danas)
Sastav je 2016. napustio Les Acteurs De L'Ombre i potpisao ugovor sa Season of Mistom. Tu je odluku motivirala želja za većim brojem koncerata i dodatni razvoj skupine.
Nakon turneje Xavier Godart odlučio je napustiti The Great Old Ones jer mu nije odgovarao život na turneji. Predložio je da ga na koncertima zamijeni Aurélien Edouard, koji je kasnije postao punopravni član skupine. Jérôme Charbonnier također je napustio sastav 2016., a zamijenio ga je Sébastien Lalanne, s kojim je Benjamin Guerry nekoć svirao u jednoj drugoj skupini.
Treći studijski album, EOD – A Tale of Dark Legacy, Season of Mist objavio je 27. siječnja 2017. U tematskom smislu pjesme na albumu svojevrsni su zamišljeni nastavak Lovecraftove kratke priče Sjena iznad Innsmoutha; album prati potomka Roberta Olmsteada (protagonista izvorne priče) koji se vraća u Innsmouth i saznaje da je živio ondje. Pokrata EOD koristi se za Esoteric Order of Dagon, okultni red koji se pojavljuje u toj kratkoj priči.
U siječnju 2018. Jeff Grimal napustio je The Great Old Ones kako bi se usredotočio na druge dvije skupine u kojima je bio aktivan, Spectrale i Demande à la Poussière, ali i na svoju ilustracijsku i umjetničku karijeru. Jeffa je na gitari zamijenio Alexandre Rouleau, no u grupi je Benjamin ostao kao jedini vokalist. Iako je napustio sastav u glazbenom smislu, Jeff i dalje surađuje s njim u izradi naslovnica i ilustracija.
Četvrti studijski album, Cosmicism, objavljen je 22. listopada 2019.

## Lovecraftov utjecaj
Benjamin je otkrio djela H. P. Lovecrafta nakon što mu je kao tinejdžeru susjed predstavio društvenu igru The Call of Cthulhu. Igra mu se svidjela, pa je počeo čitati Lovecraftove novele i postao je njegov obožavatelj. Godine 2018. izjavio je da i dalje skuplja mnoge stvari povezane s Lovecraftovim univerzumom.
Godine 2009. počeo je skladati prve pjesme, koje su žanrovski pripadale atmosferičnom black metalu. U to vrijeme još nije postojala postava grupe ni Lovecraftova tematika. Međutim, pjesme koje je skladao počele su ga podsjećati na to kako se osjećao kad je čitao Lovecraftove kratke priče, zbog čega je odlučio povezati glazbu s Lovecraftovim univerzumom.
Otad je cijela grupa prožeta Lovecraftovim univerzumom: u tekstovima pjesama, emocijama prikazanim glazbom i ilustracijama albuma. Na koncertima je prisutna Cthulhuova slika, a na određenim majicama skupine prikazan je portret H. P. Lovecrafta.

## Glazbeni stil i utjecaji
The Great Old Ones uglavnom sklada duge pjesme koje traju od osam do deset minuta, pomoću kojih uspostavlja atmosferu i prepričava priču. Benjamin je izjavio da pjesme iznad svega trebaju prikazati emocije. Glazbeni je stil mračan, melankoličan i bajkovit, nalik Lovecraftovim pričama.
Prema Benjaminovim riječima na skupinu su u početku najviše utjecali sastavi Year of No Light, Wolves in the Throne Room i Cult of Luna. Ipak, među ostalim utjecajima naveo je i Emperor, Enslaved, Ulver, Krallice, Deathspell Omegu, Blut aus Nord, Empyrium i Neurosis.

## Članovi sastava
| Trenutačna postava - Benjamin Guerry – vokali, gitara (2009. – danas) - Léo Isnard – bubnjevi (2011. – danas) - Aurélien Edouard – gitara (2016. – danas) - Benoit Claus – bas-gitara (2018. – danas) - Alexandre "Gart" Rouleau – gitara (2018. – danas) | Bivši članovi - Sébastien Lalanne – bas-gitara (2011. – 2016.) - Xavier Godart – gitara (2011. – 2016.) - Jeff Grimal – gitara, vokali (2011. – 2018.) - Jérôme Charbonnier – bas-gitara (2016. – 2018.) |

## Diskografija
Studijski albumi
- Al Azif (2012.)
- Tekeli-li (2014.)
- EOD: A Tale of Dark Legacy (2017.)
- Cosmicism (2019.)